# Coppa Latina 1962 (hockey su pista)
La Coppa Latina 1962 è stata la 7ª edizione dell'omonima competizione europea di hockey su pista riservata alle squadre nazionali. Il torneo ha avuto luogo dal 2 al 4 novembre 1962.
La vittoria finale è andata alla nazionale del Portogallo che si è aggiudicata il torneo per la quinta volta nella sua storia.

## Formula
La Coppa Latina 1962 vede la partecipazione delle nazionali della Francia, dell'Italia, del Portogallo e della Spagna. La manifestazione fu organizzata con un girone all'italiana, con gare di sola andata di 3 giornate: erano assegnati due punti per l'incontro vinto, un punto a testa per l'incontro pareggiato e zero la sconfitta. Al termine del torneo la squadra prima classificata venne proclamata vincitrice della coppa.

## Risultati
| Squadra    | Pt | G | V | N | P | GF | GS | DG  |
| ---------- | -- | - | - | - | - | -- | -- | --- |
| Portogallo | 5  | 3 | 2 | 1 | 0 | 19 | 1  | +18 |
| Spagna     | 5  | 3 | 2 | 1 | 0 | 11 | 3  | +8  |
| Italia     | 2  | 3 | 1 | 0 | 2 | 6  | 8  | -2  |
| Francia    | 0  | 3 | 0 | 0 | 3 | 1  | 25 | -26 |

| Porto 26 ottobre 1962 | Francia       | 0 – 5 | Italia | Pavilhão Rosa Mota\| Arbitro: \| Alfred Cherix \| |
| Arbitro:              | Alfred Cherix |       |        |                                                   |

| Porto 26 ottobre 1962 | Portogallo | 1 – 1 | Spagna | Pavilhão Rosa Mota\| Arbitro: \| Magnenat \| |
| Arbitro:              | Magnenat   |       |        |                                              |

| Porto 27 ottobre 1962 | Francia  | 0 – 12 | Portogallo | Pavilhão Rosa Mota\| Arbitro: \| Magnenat \| |
| Arbitro:              | Magnenat |        |            |                                              |

| Porto 27 ottobre 1962 | Italia        | 1 – 2 | Spagna | Pavilhão Rosa Mota\| Arbitro: \| Alfred Cherix \| |
| Arbitro:              | Alfred Cherix |       |        |                                                   |

| Porto 28 ottobre 1962 | Francia  | 1 – 8 | Spagna | Pavilhão Rosa Mota\| Arbitro: \| Magnenat \| |
| Arbitro:              | Magnenat |       |        |                                              |

| Porto 28 ottobre 1962 | Italia        | 0 – 6 | Portogallo | Pavilhão Rosa Mota\| Arbitro: \| Alfred Cherix \| |
| Arbitro:              | Alfred Cherix |       |            |                                                   |